# Guntis Lavrinovičs
Guntis Lavrinovičs (* 14. Mai 1985) ist ein lettischer Badmintonspieler. 

## Karriere
Guntis Lavrinovičs gewann 2003 seinen ersten nationalen Titel in Lettland. Acht weitere Titel folgten bis 2012. Von seinen neun Titeln erkämpfte er sich sechs im Herrendoppel und zwei im Mixed.

## Sportliche Erfolge
| Saison | Veranstaltung                   | Disziplin    | Platz | Name                                     |
| ------ | ------------------------------- | ------------ | ----- | ---------------------------------------- |
| 2003   | Lettland: Einzelmeisterschaften | Herrendoppel | 1     | Kārlis Vidass / Guntis Lavrinovičs       |
| 2004   | Lettland: Einzelmeisterschaften | Herrendoppel | 1     | Kārlis Vidass / Guntis Lavrinovičs       |
| 2005   | Lettland: Einzelmeisterschaften | Herrendoppel | 1     | Kārlis Vidass / Guntis Lavrinovičs       |
| 2006   | Lettland: Einzelmeisterschaften | Herrendoppel | 1     | Kārlis Vidass / Guntis Lavrinovičs       |
| 2010   | Lettland: Einzelmeisterschaften | Mixed        | 1     | Guntis Lavrinovičs / Kristīne Šefere     |
| 2011   | Lettland: Einzelmeisterschaften | Herrendoppel | 1     | Kārlis Vidass / Guntis Lavrinovičs       |
| 2012   | Lettland: Einzelmeisterschaften | Herreneinzel | 1     | Guntis Lavrinovičs                       |
| 2012   | Lettland: Einzelmeisterschaften | Herrendoppel | 1     | Artūrs Akmens / Guntis Lavrinovičs       |
| 2012   | Lettland: Einzelmeisterschaften | Mixed        | 1     | Guntis Lavrinovičs / Jekaterina Romanova |
| 2013   | Lettland: Einzelmeisterschaften | Herrendoppel | 1     | Kārlis Vidass / Guntis Lavrinovičs       |
| 2014   | Lettland: Einzelmeisterschaften | Herrendoppel | 1     | Kārlis Vidass / Guntis Lavrinovičs       |
| 2017   | Lettland: Einzelmeisterschaften | Mixed        | 1     | Guntis Lavrinovičs / Jekaterina Romanova |